# 达美航空1141号班机空难
達美航空1141號班機空難（Delta Air Lines Flight 1141）是指1988年8月31日，自达拉斯-沃斯堡国际机场飞往盐湖城国际机场的达美航空1141号班机，因在起飞前没有展开襟翼，在起飞后不久即失速坠毁，造成機上108人中14人死亡，76人輕重傷。

## 事故经过
DL1141号班机于8时30分推出，随即接到滑行至18L跑道的指示，但仍需等待2分钟。与此同时，机师正与空中乘务员讨论前一年发生的美国大陆航空1713号班机空难，不久之后班机即获准起飞。在主起落架离地前，飞机正常起飞，之后机身倾侧，右侧翼梢触地，机身撞上天线，其后撞地，右侧机翼起火。飞机从起飞到撞地的时间仅22秒。
2名机组人员和12名乘客在事故中遇难。其中坐在29C座位的乘客在空难发生时从机身左侧破损处逃出，但之后在试图重新进入飞机时被烧伤，11天之后死亡。

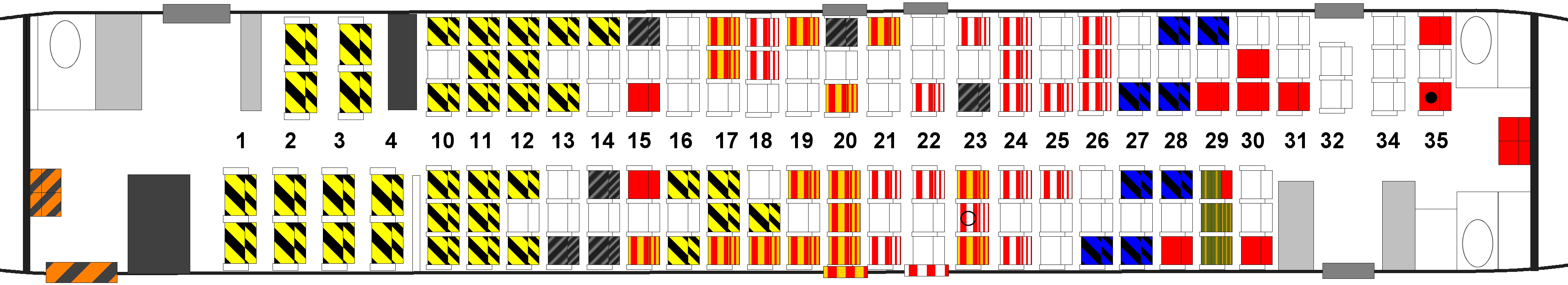
1141号班机的座位图（描述页中含图例）

## 調查
1989年9月26日，NTSB發布最終事故報告。報告終將事故發生原因歸為兩點，一為機組人員未確實執行駕駛艙紀律規定，分心聊天導致機組未能確實完成起飛檢查表，以致於飛機在襟翼未展開的情況下起飛，最終導致升力不足而起飛失敗墜毀；二是達美航空明知波音727的起飛警報系統（Take Off Warning System,TOWS）有設計缺陷，卻沒有照原廠建議對飛機進行正確維修，以致TOWS系統在起飛時故障，未能提醒機組人員。
NTSB在報告中對達美航空對機組人員紀律的放任，以及主管機關FAA在已知達美航空有紀律問題的情況下未能以更積極的手段制止進行了嚴厲的批評。事後，三名機師都遭到達美航空辭退，不過責任最小的飛行工程師賈德（Judd）在之後又被達美航空恢復職位。

## 类似事故
- 西北航空255号班机空难
- 阿根廷私人航空3142號班機
- 西班牙航空5022号班机空难